# Modum
Modum is een gemeente in de Noorse provincie Buskerud. De gemeente telde 13.786 inwoners in januari 2017.

## Plaatsen in de gemeente
- Åmot/Geithus
- Sysle
- Vikersund

## Geboren
- Thorvald Lammers (1841-1922), componist, muziekpedagoog, dirigent, zanger (bariton) en biograaf
- Ole Einar Bjørndalen (1974), langlaufer en biatleet, achtvoudig olympisch kampioen.

Ål · Drammen · Flå · Flesberg · Gol · Hemsedal · Hol · Hole · Kongsberg · Krødsherad · Lier · Modum · Nesbyen · Nore og Uvdal · Øvre Eiker · Ringerike · Rollag · Sigdal

Voormalige gemeente: Hurum · Nedre Eiker · Røyken